# Selenops shevaroyensis
Selenops shevaroyensis là một loài nhện trong họ Selenopidae.
Loài này thuộc chi Selenops. Selenops shevaroyensis được miêu tả năm 1931 bởi Gravely.